# Svetlana Alpers
Svetlana Alpers, född 10 februari 1936 i Cambridge, Massachusetts, USA, är en amerikansk konsthistoriker. Hon var mellan 1962 och 1994 professor i konsthistoria vid University of California at Berkeley. Alpers är bland annat känd för att ha skrivit The Art of Describing: Dutch Art in the Seventeenth Century och Rembrandt's Enterprise: The Studio and the Market.